# أنتونيلو كوتشوريدو
أنتونيلو كوكوريدو (بالإيطالية: Antonello Cuccureddu)‏ (مواليد 4 أكتوبر 1949) لاعب كرة قدم إيطالي معتزل ومدرب من غير عقد.
سبق له تدريب نادي الاتحاد السعودي موسم 2002-2003.

## الإنجازات
يوفنتوس
- الدوري الإيطالي الممتاز (6):
  - البطل: 1971-1972، 1972-1973، 1974-1975، 1976-1977، 1977-1978، و1980-1981.
  - الوصيف: 1973-1974 و1975-1976.
- كأس إيطاليا (1):
  - البطل: 1978-1979.
  - الوصيف: 1972-1973.
- كأس المعارض الأوروبية:
  - الوصيف: 1970-1971.
- دوري أبطال أوروبا:
  - الوصيف: 1972-1973.
- كأس الاتحاد الأوروبي:
  - الوصيف: 1976-1977.

## روابط خارجية
- أنتونيلو كوتشوريدو على موقع الاتحاد الدولي (مؤرشف)  (الإنجليزية)
- أنتونيلو كوتشوريدو على موقع الاتحاد الأوربي (الإنجليزية)
- أنتونيلو كوتشوريدو على موقع قاعدة بيانات كرة القدم.إي يو (الإنجليزية)
- أنتونيلو كوتشوريدو على موقع ناشيونال فوتبول تيمز (الإنجليزية)
- أنتونيلو كوتشوريدو على موقع عالم كرة القدم.نت (الإنجليزية)